# Posunutí (geometrie)

Geometrické posunutí.

V geometrii představuje posunutí (translace) geometrické zobrazení v afinním prostoru, které je charakterizováno tím, že každý bod se zobrazí na bod posunutý o stejný vektor, tzv. vektor posunutí, který posunutí jednoznačně určuje.
Posunutí v euklidovském prostoru se řadí mezi shodná zobrazení. Posunutí lze aplikovat na celý prostor nebo na vybrané geometrické útvary. Tvar a velikost jednotlivých geometrických útvarů se při posunutí nemění.

## Maticová reprezentace
Některé transformace lze reprezentovat jako násobení vektoru souřadnic zleva určitou maticí. Při násobení maticí je vždy počátek souřadnic pevným bodem; posunutí je však afinní transformace, která nemá žádný pevný bod. Existuje ale trik, jak posunutí reprezentovat násobením vektoru souřadnic maticí zleva, a tím je použití homogenních souřadnic: trojrozměrný vektor {\displaystyle \mathbf {v} =(v_{x},v_{y},v_{z})} zapíšeme pomocí 4 homogenních souřadnic jako {\displaystyle \mathbf {v} =(v_{x},v_{y},v_{z},1)}.
Pro posunutí objektu o daný vektor {\displaystyle \mathbf {v} } lze každý homogenní vektor {\displaystyle \mathbf {p} } (zapsaný v homogenních souřadnicích) znásobit následující translační maticí:
{\displaystyle T_{\mathbf {v} }={\begin{bmatrix}1&0&0&v_{x}\\0&1&0&v_{y}\\0&0&1&v_{z}\\0&0&0&1\end{bmatrix}}}
Násobení touto maticí dá skutečně očekávaný výsledek:
{\displaystyle T_{\mathbf {v} }\mathbf {p} ={\begin{bmatrix}1&0&0&v_{x}\\0&1&0&v_{y}\\0&0&1&v_{z}\\0&0&0&1\end{bmatrix}}{\begin{bmatrix}p_{x}\\p_{y}\\p_{z}\\1\end{bmatrix}}={\begin{bmatrix}p_{x}+v_{x}\\p_{y}+v_{y}\\p_{z}+v_{z}\\1\end{bmatrix}}=\mathbf {p} +\mathbf {v} }
Inverzní zobrazení a tedy i inverzní translační matici lze získat prostým obrácením vektoru:
{\displaystyle T_{\mathbf {v} }^{-1}=T_{-\mathbf {v} }.\!}
Součin translačních matic lze vyjádřit pomocí sčítání vektorů:
{\displaystyle T_{\mathbf {v} }T_{\mathbf {w} }=T_{\mathbf {v} +\mathbf {w} }.\!}
Protože sčítání vektorů je komutativní, násobení translačních matic je také komutativní (na rozdíl od násobení obecných matic).